# Porytowe Wzgórze
Porytowe Wzgórze – miejsce bitwy partyzanckiej w 1944. Położone na Równinie Biłgorajskiej, nad Branwią, 15 km na południe od Janowa Lubelskiego.
Bitwa na Porytowym Wzgórzu, największa bitwa partyzancka na ziemiach polskich, była wynikiem akcji Sturmwind I, związanej z zabezpieczeniem przez wojska niemieckie zaplecza zbliżającego się frontu wschodniego. 14 czerwca 1944 okrążone polskie i radzieckie oddziały partyzanckie (ok. 3 tys. żołnierzy), pod dowództwem ppłk. Nikołaja Prokopiuka (Прокопюк Николай Архипович), po całodziennej bitwie zdołały wyjść z okrążenia. Siły niemieckie uczestniczące w akcji ocenia się na ok. 30 tys. żołnierzy. Na miejscu bitwy znajduje się cmentarz partyzancki i pomnik według projektu Bronisława Chromego odsłonięty w 1974.
Rezerwat przyrody Lasy Janowskie o powierzchni 2677 ha, obejmujący teren bitwy, stanowią lasy mieszane z przewagą jodły, torfowiska przejściowe, olsy. Ze względu na wyjątkową wartość historyczno-przyrodniczą tych terenów utworzono w 1994 Leśny Kompleks Promocyjny.